# Lasiodora
Lasiodora là một chi nhện trong họ Theraphosidae. Chi này có 38 loài phân bố ở Brasil. Chúng có kích thước khoảng 25 cm.

## Các loài
Chi này gồm các loài:
- Lasiodora acanthognatha Mello-Leitão, 1921
- Lasiodora benedeni Bertkau, 1880
- Lasiodora boliviana (Simon, 1892)
- Lasiodora brevibulba (Valerio, 1980)
- Lasiodora carinata (Valerio, 1980)
- Lasiodora citharacantha Mello-Leitão, 1921
- Lasiodora cristata (Mello-Leitão, 1923)
- Lasiodora cryptostigma Mello-Leitão, 1921
- Lasiodora curtior Chamberlin, 1917
- Lasiodora differens Chamberlin, 1917
- Lasiodora difficilis Mello-Leitão, 1921
- Lasiodora dolichosterna Mello-Leitão, 1921
- Lasiodora dulcicola Mello-Leitão, 1921
- Lasiodora erythrocythara Mello-Leitão, 1921
- Lasiodora fallax (Bertkau, 1880)
- Lasiodora fracta Mello-Leitão, 1921
- Lasiodora gutzkei (Reichling, 1997)
- Lasiodora icecu (Valerio, 1980)
- Lasiodora isabellina (Ausserer, 1871)
- Lasiodora itabunae Mello-Leitão, 1921
- Lasiodora klugi (C. L. Koch, 1841)
- Lasiodora lakoi Mello-Leitão, 1943
- Lasiodora mariannae Mello-Leitão, 1921
- Lasiodora moreni (Holmberg, 1876)
- Lasiodora panamana (Petrunkevitch, 1925)
- Lasiodora pantherina (Keyserling, 1891)
- Lasiodora parahybana Mello-Leitão, 1917
- Lasiodora parvior (Chamberlin & Ivie, 1936)
- Lasiodora pleoplectra Mello-Leitão, 1921
- Lasiodora puriscal (Valerio, 1980)
- Lasiodora rubitarsa (Valerio, 1980)
- Lasiodora saeva (Walckenaer, 1837)
- Lasiodora spinipes Ausserer, 1871
- Lasiodora sternalis (Mello-Leitão, 1923)
- Lasiodora striatipes (Ausserer, 1871)
- Lasiodora subcanens Mello-Leitão, 1921
- Lasiodora tetrica (Simon, 1889)
- Lasiodora trinitatis (Pocock, 1903)
  - Lasiodora trinitatis pauciaculeis (Strand, 1916)